# Фултон, Хеймиш
Хеймиш Фултон (англ. Hamish Fulton; род. 21 июля 1946, Лондон) — английский «гуляющий» художник. С 1972 года Фултон выполнял работы только путём прогулок. Результаты прогулок преобразуются в произведения искусства различным образом, в том числе фотографией, иллюстрацией и настенными текстами. С 1994 года Фултон организует групповые прогулки. Художника утверждает, что «ходьба — это форма искусства сама по себе», и выступает за широкое признание этой формы искусства.

## Биография
Фултон начал художественное образование с базового курса в Хаммерсмитском колледже искусств. Благодаря помощи наставника, Дэвида Холла, он был напрямую зачислен на продвинутый курс в Школу искусств Святого Мартина в Лондоне, где учился с 1966 по 1968. В 1969 году Фултон продолжил образование в Королевском колледже искусств.
В 1960-х годах Фултон побывал в Южной Дакоте и Монтане. Именно тогда он осознал, что искусство должно сосредоточится на описании жизни, а не создании художественных объектов. В духовную основу его творчества вошли культура индейцев и буддийские медитативные практики. За десятилетия Фултон совершил художественные прогулки по более чем 25 странам, побывал на вершинах Эвереста и Денали.
Фултон следует этической концепции «Не оставлять следов» и не собирает во время прогулок материалы, чтобы показывать их в галереях. Вместо этого работы объединяют текстовые описания с фотографиями, иллюстрациями или, в последнее время, текстами на виниловых полотнах, рассказывая о прогулках посетителям галереи. Произведения художника находятся в основных коллекциях многих музеев, включая Британскую галерею Тейт и Нью-Йоркский музей современного искусства. Фултон заявлял, что ходьба — это опыт, а не искусство, и что он «создаёт это опыт, а не скульптуру». Ранее он называл свои прогулки «невидимыми объектами», а групповые прогулки позиционировал как произведения искусства, созданные и наблюдаемые участниками. В последнее время Фултон подчеркивает политические аспекты своей работы, особенно в связи с ситуацией в Тибете и ухудшением состояния окружающей среды.
Фултон считает себя продолжателем традиций британской пейзажной живописи в новой форме выражения. Работы художника относят к ленд-арту, однако с его точки зрения остальные представители направления часто относятся к природе «неуважительно», используя природные ландшафты для создания своих произведений.
В 1994 году Фултон впервые экспериментировал с групповыми прогулками в сотрудничестве с Мариной Абрамович в Центре современного искусства Китакюсю. С того времени ему удалось организовать множество групповых прогулок, в том числе Slowalk (In Support of Ai Weiwei) (2011) в Турбинном зале Современной галереи Тейт, чтобы привлечь внимание к ограничению свободы передвижения и творчества художника Ай Вейвэя. В 2002 году Фултон работал с художницей Кристиной Куайро в серии групповых прогулок во Франции. После работы с Куайро Фултон перенял её стиль «равнопространственной» ходьбы для своих групповых прогулок.

## Персональные выставки
- Hamish Fulton — A Decision To Choose Only Walking (2016), галерея Tschudi, — Цуоц, Швейцария;
- Hamish Fulton: Wells Of Dee (2015), галерея Riis, Стокгольм, Швеция;
- Walking Transformation (2014), Villa Merkel, Эслинген-ам-Неккар, Германия.

## Ссылка
- Сайт Хеймиша Фултона